# Геринг, Эмми

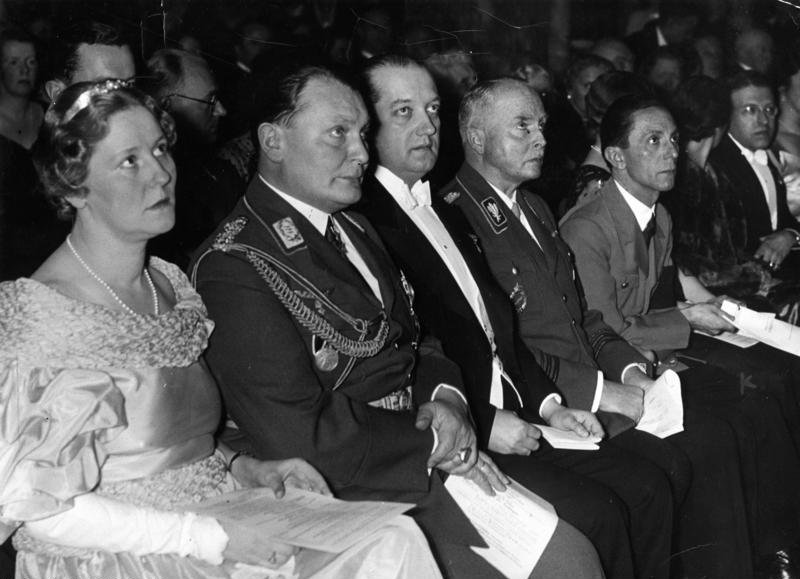
Эмми Зоннеманн, Герман Геринг, Йозеф Липски, Карл Эдуард, герцог Саксен-Кобург-Готский и Йозеф Геббельс на открытии Немецко-польского института. Февраль 1935 года

Э́мми Ге́ринг (нем. Emmy Göring, урождённая Э́мма Иога́нна Хе́нни Зо́ннеман (нем. Emma Johanna Henny Sonnemann); 24 марта 1893, Гамбург — 8 июня 1973, Мюнхен) — немецкая актриса
 театра и кино. Вторая жена Германа Геринга.
Эмма была младшей из пяти детей в семье. Получила актёрское образование у гамбургского режиссёра Леопольда Йеснера. Первый раз вышла замуж за актёра из Штутгарта Карла Кёстлина, но брак оказался неудачным, и через несколько лет они развелись. С 1924 года состояла в постоянной труппе Веймарского профессионального театра, специализировалась на ролях романтических героинь.
В 1931 году познакомилась с Германом Герингом, а после смерти его жены Карин они стали жить вместе. 10 апреля 1935 года вышла за Геринга замуж; их свадьба была отпразднована с большой помпой в Каринхалле. 2 июля 1938 года у них родилась дочь Эдда, которая, как считалось, была названа в честь старшей дочери Муссолини Эдды. Крёстным дочери Герингов стал Адольф Гитлер.
Сам Гитлер не состоял в браке, и Эмми Геринг негласно считалась «первой леди» Германии. Наряду с пытавшейся играть ту же роль Магдой Геббельс руководила различными благотворительными акциями.
В конце Второй мировой войны вместе с дочерью Эддой попала в американский плен. По окончании войны и после смерти мужа Эмми Геринг на «суде по денацификации» в 1948 году была приговорена к конфискации 30 % имущества и одному году трудовых лагерей; кроме того, ей было запрещено в течение пяти лет выступать на сцене. В 1960-е годы поселилась со своей дочерью Эддой в Мюнхене. В 1967 году вышли её мемуары An der Seite meines Mannes («Рядом с моим мужем»). После продолжительной болезни умерла в мюнхенской больнице в 1973 году.

## Фильмография
- Goethe lebt…! (1932);
- Wilhelm Tell — Das Freiheitsdrama eines Volkes (1934) в роли Хедвиг, жены Телля;
- Guillaume Tell (1934);
- Oberwachtmeister Schwenke (1935) в роли Рены, жены главного героя.